# خوان الغول (مسلسل)
خوان الغول مسلسل مكسيكي مكون من 80 حلقة بالنسخة الأصلية ومن 60 حلقة بالنسخة المدبلجة. كتب المسلسل برافو كاريداد ادامز. بدأ عرضه في 1997 على قناة المؤسسة اللبنانية للإرسال. قصة المسلسل مأخوذة من رواية «قلب جامح» للكاتبة المكسيكية كاريداد برافو أدامز.

## القصة
فرانسيسكو الكازار رجل غني ومهم يمتلك حقول قصب السكر. فرانسيسكو متزوج من صوفيا، وهي امرأة قوية، وفرانسيسكو لديه ابن اسمه اندريس قبل زواجه من صوفيا، فرانسيسكو قد أغتصب امرأة متزوجة وأصبحت حامل وزوجها يرفض الاعتراف بالطفل. كما أن فرانسيسكو رفض الاعتراف أيضاً بأن الطفل منه ولكنه هو أبوه الحقيقي. حتى أنجبت صبي وأطلقت عليه اسم خوان، وتوفيت بعد أصبح خوان في الثالث من عمره. أطلقوا عليه الناس اسم (خوان الغول) لانه لقيط لا يملك أي اسم آخر. توفي زوج والدته بعد أن لقى منه سؤ المعاملة. خوان عاش حياته في حالة من الفقر والإهمال، يخفي فرانسيسكو حقيقة بأن خوان هو ابنه، ويقرر أن يجعله يعيش في مزرعته مع عائلته بحجة أنه صديق أندريس، لكن سرعان ماتكتشف صوفيا الحقيقة وتحاول إرسال خوان بعيداً، تمر الأيام ويحصل حادث لفرانسيسكو أثناء ركوبه حصانه وهو لم يسجل في الوصية بأن خوان هو أبنه ولكن ترك رسالة يذكر فيها الحقيقة ويعطي الرسالة صوفيا لكي ترسلها إلى صديقه المحامي مانويل منكيرا. صوفيا تقوم بتزيف الرسالة وأخفى الرسالة الحقيقة، فرانسيسكو قبل أن يحتضر أخبر صوفيا أن ترعى خوان دون أن يخبرها الحقيقة، بعد وفاة فرانسيسكو أرسلت خوان بعيد دون أن تخبر أندريس وأيضاً أرسلت أندريس إلى مدرسة داخلية في فرنسا.
كبر خوان بين البحارة والقراصنة في ميناء المدينة، وكسب سمعة سيئة وزعيم لرجال يعملون في الأعمال القذرة، وأصبح قاسي وزير نساء ولكن المحامي مانويل يقوم بتعليمه ويعرض عليه اسمه لكن خوان يرفض.
مونيكا وايمي شقيقتان وجميلتان من عائلة عريقة تسمى التاميرا وقريبة لعائلة صوفيا. عائلة التاميرا محترمة جدا في المجتمع الراقي لكنهم أصبحوا في حالة إفلاس ولم يبقى لهم غير النبل والجمال، صوفيا قررت خطوبة مونيكا لأندريس من فترة طويلة لكن للأسف أندريس لايحب مونيكا بينما العكس مونيكا تحب أندريس بسبب أنه خطيبها، أثناء زيارته لمدينة مكسيكو، يرى أيمي ويعجب بها. ايمي الأنانية تغار من شقيقتها مونيكا وتقوم بأغوى أندريس لكي يحبها وتصبح هي الثرية وليس مونيكا ويقع أندريس في حبها.
وبعد أن أستقر في المدينة أخبر والدته صوفيا بأن تقوم بتبديل الخطبة من مونيكا إلى ايمي وبالفعل تذهب إلى كاتلينا دي التاميرا وهي والدة مونيكا وايمي وتخبرها بعرض أندريس لكن كاتلينا توافق مع شعورها بالخزي والحسرة على مونيكا. تكتشف مونيكا بتبديل الخطبة تنصدم وتحزن وتقرر إلى الذهاب إلى الدير لتصبح راهبه وتنفي لعائلتها حبها لأندريس.
وفي الوقت نفسه، ايمي تعود إلى مزرعة التاميرا مع والدتها يوم واحد، تلتقي ايمي خوان وهي تمشي على الشاطئ، تقع ايمي في حب خوان وتقوم بالتجسس عليه لتراه وهو أيضاً وقع في حبها وقرر مواجهتها وتصبح ايمي عشيقة خوان لكن بعد فترة يذهب خوان إلى العمل في البحر ويعد ايمي بأن يعود ويتزوجها. ايمي تنتظر خوان بفارغ الصبر. أندريس يأتي إلى الريف وتقرر ايمي الزواج من اندريس وتجاهل وعدها لخوان. خوان يعود من رحلته بعد عدة اسابيع ويكتشف بأن ايمي الآن متزوجة من أخيه اندريس، ويقرر أن يختطفها حتى تنفذ وعدها. اندريس الذي لا يعرف بصلة قرابته بخوان.
مونيكا تترك الدير لتعود إلى الريف سرعان ما تكتشف علاقة بين خوان وايمي وتقوم بمواجهة شقيقتها لتترك خوان وشأنة، ولكن ايمي ترفض أن تنهي علاقتها مع خوان. ومنذ أن قررت مونيكا ترك الدير واندريس يحاول تزويجها من صديقه البرتو دي لاسيرنا. خوان يخبرأندريس بأنه على علاقة مع سيده شابه في بيته. اندريس فوراً يفترض أن هذه السيده هي مونيكا. وبسبب سؤ فهمه قام بالضغط على مونيكا للزواج من صديقه فورا. مونيكا توافق على الزواج لحماية زواج شقيقتها واندريس من الفضيحة لكن لن تتزوج من البيرتو بل من خوان لأنها تعتقد أن هذا هو السبيل الوحيد لمنع ايمي من مواصلتها بعلاقة معه. في تحول غير متوقع للأحداث، خوان يقبل الزواج من مونيكا.
ايمي أصبحت مليئة بالغيرة والغضب في التفكير بخوان ومونيكا. تنفق كل وقتها في التآمر والتخطيط لتدمير زواج مونيكا وخوان. لسوء حظ ايمي لم يعد خوان يحبها أبداً. خوان الآن هو أسير مونيكا الجميلة والطيبة وواقع في حبها. أما أندريس سرعان مايكشف علاقة خوان بايمي وستكشف حقائق كثيرة. ونهاية القصة خوان ومونيكا وحبهم العميق ليعيشوا بسعاده شديدة.

## الأبطال
- Edith González...... Mónica de Altamira
- Eduardo Palomo...... Juan del Diablo #
- Eduardo Palomo...... Francisco Alcázar #
- Ana Colchero...... Aimeé de Altamira
- Ariel López Padilla...... Andrés Alcázar y Valle
- Enrique Lizalde...... Noel Mancera
- Claudia Islas...... Sofía Alcázar y Valle
- Arsenio Campos...... Alberto de la Serna
- César Évora...... Marcelo Romero Vargas
- Isaura Espinoza...... Amanda Romero Vargas
- Yolanda Ventura...... Azucena
- Ernesto Yáñez...... Bautista Rosales
- Javier Ruán...... Guadalupe Cajiga
- Verónica Merchant...... Mariana Romero Vargas
- Luz María Aguilar...... Catalina de Altamira
- Olivia Cairo...... Juanita
- Julián de Tavira...... Juan /as a Child
- Ana Laura Espinosa...... Lupe
- Gerardo Hemmer...... Joaquín Martínez
- Queta Lavat...... Mother Superior
- Jaime Lozano...... Segundo Quintana
- Antonia Marcin...... Dolores
- Julio Monterde...... Dray Domingo
- María Dolores Oliva...... Tehua
- Maribel Palmer...... Teresa
- Adalberto Parra...... Capitán Espíndola
- Arturo Paulet...... Lic. Mondragón
- Alejandro Rábago...... Pedro
- Christian Ruiz...... Andrés Alcázar and Valle as child
- Gonzalo Sánchez...... Facundo Gómez)
- Mónika Sánchez...... Rosa
- Jorge Valdés García...... Bautista Rosales's Assistant
- Indra Zuno...... Meche